# Elekes Kálmán
Diósadi Elekes Kálmán (Gernyeszeg, 1839. november 13. – Gernyeszeg, 1886. január 12.) református lelkész, költő.

## Élete
Elekes László gazdatiszt és nyárádgálfalvi és nagyfalusi Fekete Nagy Rozália fia. Tanulmányait Zilahon és Kolozsváron végezte. 1859-ben ugyanitt szerkesztette Dali Jánossal a kézírásos Ifjúsági Lapot. 1861-től gróf Teleki Domokos titkára és könyvtárosa volt, az 1861/2-es tanévtől néptanító Zilahon. 1862/3-tól fungens rektorként működött Érsztkirályon. 1863. január 23-ától segédlelkészként szolgált Domokoson, majd 1866 áprilisától református lelkész volt Gernyeszegen.

## Írásai
Elbeszélései, versei és kisebb dolgozatai megjelentek a következő lapokban és évkönyvekben: Napkelet (1857–58), Korány című zsebkönyv (1861), Jóbarát (1868), Székely Közlöny (1868), Erdély (1871, 1873, 1876), Erdélyi Híradó (1877–78), Erdélyi Figyelő (1880), Bem-Album (1885.). Maros Vidék (1880, 1882) és humorisztikus rajzok és versek a marosvásárhelyi lapokban.

## Munkái
- Mi az iskolák feladata. Magyarláposi iskola alapletételekor. Kolozsvár, 1863.
- Egyházi beszédek az erdélyi ev. reformátusok Bánfi-Hunyadon tartott közzsinatán. Kolozsvár, 1866. (Nagy Péter és Hegedűs Lajos beszédeivel együtt.)
- Magyar Olvasó-könyv falusi iskolák számára. Pest, 1867.

### Kéziratban
Kéziratos naplója 1942-ben unokája, Elekes György tulajdonában volt.